# Erik Bo Andersen
Erik Bo Andersen, född 14 november 1970 i Dronningborg, dansk före detta fotbollsspelare.
Andersen spelade sex matcher för det danska landslaget och representerade landet vid Fotbolls-EM 1996.. Han var anfallare och vann danska Superligaen 1994/1995 med AaB Fodbold, skotska dubbeln (Scottish Premier League och Scottish Cup) två gånger med Rangers FC och norska cupen med Odd Grenland. Han spelade även för tyska MSV Duisburg  samt danska Odense BK och Vejle BK . I november 2005 valdes han in för Venstre i kommunfullmäktige i Randers kommun med 217 personröster.